# Jagdgeschwader 107
Das Jagdgeschwader 107 war ein Verband der Luftwaffe der Wehrmacht im Zweiten Weltkrieg.

## Geschichte
In der 1. Formation wurden der Geschwaderstab und die I. Gruppe des Jagdgeschwaders 107 am 26. Januar 1943 in Nancy-Essay (Lage) aus der Jagdfliegerschule 7 aufgestellt. Im Mai wurde diese Formation aufgelöst, die I. Gruppe in die II. Gruppe des Jagdgeschwaders 108 umbenannt.
Die II. Formation des Jagdgeschwaders 107 entstand mit dem Stab und der I. Gruppe am 15. Oktober 1944 in Hagenow (Lage) und der II. Gruppe aus der I. Gruppe des Jagdgeschwaders 116 in Hildesheim. (Lage) Das Geschwader war während seiner gesamten Bestehenszeit eine Ausbildungseinheit und war der 2. Fliegerschuldivision der Luftflotte 10 unterstellt. Das Geschwader wurde am 16. April 1945, noch vor der bedingungslosen Kapitulation der Wehrmacht, aufgelöst.

## Kommandeure

### Geschwaderkommodore
| Dienstgrad     | Name              | Zeit                                |
| -------------- | ----------------- | ----------------------------------- |
| Major          | Georg Mayer       | 26. Januar 1943 bis 31. Mai 1944    |
| Oberstleutnant | Henning Strümpell | 15. Oktober 1944 bis 16. April 1945 |

### Gruppenkommandeur
I. Gruppe
- Major Franz Hörnig, 26. Januar 1943 bis Januar 1944[12]
- Hauptmann Franz Jänisch, Januar 1944 bis 31. Mai 1944[13]
- Major Ferdinand Vögl, 16. Oktober 1944 bis 15. Januar 1945[14]
- Hauptmann Ernst Reiners, Januar 1945 bis 16. April 1945[15]

II. Gruppe
- Hauptmann Walter Jänisch, Oktober 1944 bis 16. Mai 1945[13]

## Bekannte Geschwaderangehörige
- Henning Strümpell (1912–2003), war ein Brigadegeneral der Luftwaffe der Bundeswehr und Protagonist des Dokumentarfilms Unversöhnliche Erinnerungen der Regisseure Klaus Volkenborn, Johann Feindt und Karl Siebig